# Pianoconcert nr. 6 (Prokofjev)
Pianoconcert nr. 6 is een niet-voltooid werk van de Russische componist Sergej Prokofjev. Het werk draagt het opusnummer 134 (soms wordt het werk aangeduid met opusnummer 133).
Het is Prokofjev niet gelukt om het werk voor zijn dood in 1953 te voltooien. Wat na zijn dood achterbleef waren enkel een paar maten uit het concert, wat het onmogelijk maakt om een gedachtegang uit de partituur te filteren en zo het concert verder te schrijven.
Het concert zou bijzonder worden in de zin dat het werk voor twee piano's is bedoeld (dubbelconcert voor piano's). Een strijkorkest zou de piano's begeleiden.